# Anxovada
L' anxovada est une sauce catalane à base d'anchois, très typique à Collioure, donc de la cuisine roussillonnaise.
Elle est faite en pilant au mortier des anchois en conserve avec huile d'olive, tomate, ail et une pincée de poivre noir. On ajoute souvent des pignons de pin ou parfois des noix. Elle peut être épaissie avec un peu de pain grillé.